# 托雷洪-德贝拉斯科
托雷洪德韦拉斯科，是西班牙马德里自治区的一个市镇。总面积52平方公里，总人口2334人（2001年），人口密度45人/平方公里。